# Festival du film politique de Porto-Vecchio
Le Festival du film politique de Porto-Vecchio est un festival international de cinéma créé en 2017, dont la première édition s'est déroulée à Porto-Vecchio en octobre 2017. Il récompense les films de cinéma ayant pour sujet la politique. Il se déroule chaque année en octobre. Ce premier festival du genre a été créé par Karl Zéro, Jérôme Paoli, Daisy d'Errata et Anne Catherine Mendez. Les prix sont des petits bustes de Napoléon.

## 1reédition (2017)
Le festival a eu lieu du 26 au 29 octobre. Le jury était composé de Marlène Schiappa, Niels Arestrup, Rachida Dati, Edmond Simeoni, Jean Lassalle, Clément Dumoulin, Xavier Durringer, Jean-Paul Huchon, Joey Starr, Corinne Versini.
- Prix du jury : Entre deux rives de Kim Ki-duk
- Jury des Médias : Le Caire confidentiel de Tarik Saleh
- Prix du public : La Conquête de Xavier Durringer

## 2eédition (2018)
Le festival a eu lieu du 25 au 28 octobre. Le jury était présidé par Sylvie Pialat et composé de Patrick Poivre d’Arvor, Frédérique Dumas, Alexis Corbière, Michel Field, Camille de Casabianca, Patrick Louvrier.
- Prix du jury : Les Filles du soleil d'Eva Husson
- Jury des Médias : Un peuple et son roi de Pierre Schoeller
- Prix du public : Caïd d'Ange Basterga et Nicolas Lopez

## 3eédition (2019)
Le festival a eu lieu du 24 au 27 octobre. Le jury était présidé par Marthe Keller et composé de François de Rugy, Noémie Schmidt, François Rollin, Raquel Garrido, Nathan Ambrosioni, Patrick Pelloux et Bernard Werber.
- Prix du jury : Freedom de Rodd Rathjen
- Prix de la presse et des médias : Island Road de  Francescu Artily
- Prix du public : Zero Impunity de Nicolas Blies et Stéphane Hueber-Blies